# Jareninski Vrh
Jareninski Vrh este o localitate din comuna Pesnica, Slovenia, cu o populație de 210 locuitori.